# Ridställningen

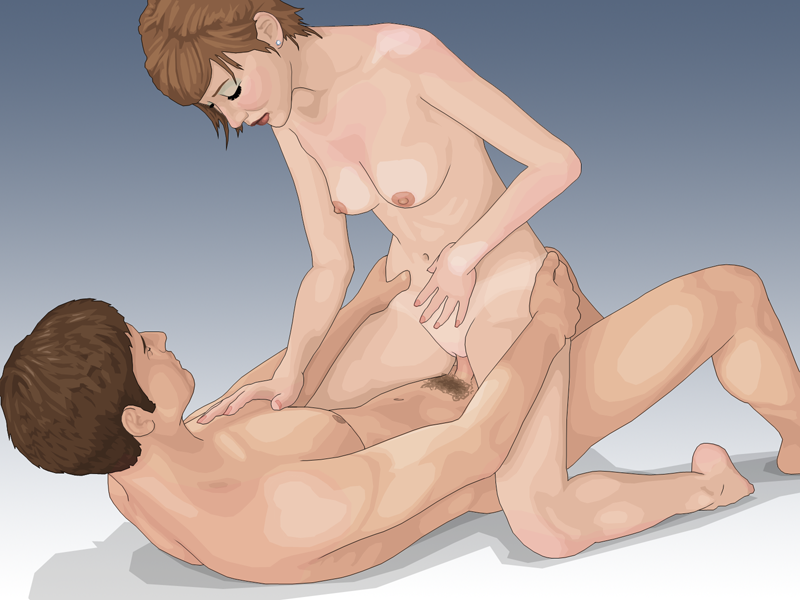
Illustration av ridställningen.

Ridställningen är en samlagställning där den som penetrerar ligger på rygg medan mottagaren sitter gränsle över den som penetrerar, med hans/hennes penis/dildo i sin vagina eller anus samt i regel med ansiktet vänt mot den som penetrerar. Under samlagsrörelserna rider den som sitter den som penetrerar ungefär som man rider en häst, vilket förklarar namnet.
Under ett heterosexuellt samlag intar kvinnan med denna samlagsteknik den dominerande positionen och kan därmed själv styra samlaget och anpassa den sexuella aktiviteten till sin egen takt. En variant av ridställningen, som kan användas vid cunnilingus, är ansiktsridning. En variant av ridställningen är att den ena parten sitter upp och håller om den andres höfter, som kan hålla sina händer om den förstes nacke.
På kinesiska kallas ställningen "Guanyin sitter på lotustronen" (Guanyin zuo lian 觀音坐蓮).

## Fördelar
En fördel med ridställningen är att mannens tyngd inte är på kvinnan. Denna position är ideal vid graviditet då det inte är något tryck på kvinnans buk. Den kan även vara fördelaktig om mannen rehabiliterar sig från allvarlig skada eller operation eller om kvinnan nyligen fött barn.
Ridställningen är även en sexposition där kvinnan har hög sannolikhet att få klitorisorgasm eftersom hon kan gnida sig fram och tillbaka över penisroten (till skillnad från att röra sig upp och ner), något som gör att hennes klitoris stimuleras på ett sätt som för många ger orgasm. 

## Bildgalleri
Ridställningen har varit förekommande i många kulturer under längre tid och har blivit illustrerad i konstyttringar:

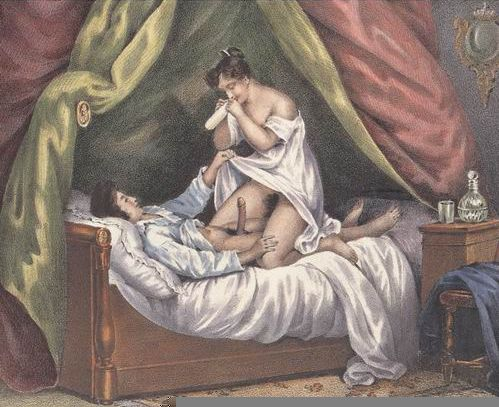
Illustration av fransmannen Octave Tassaert.
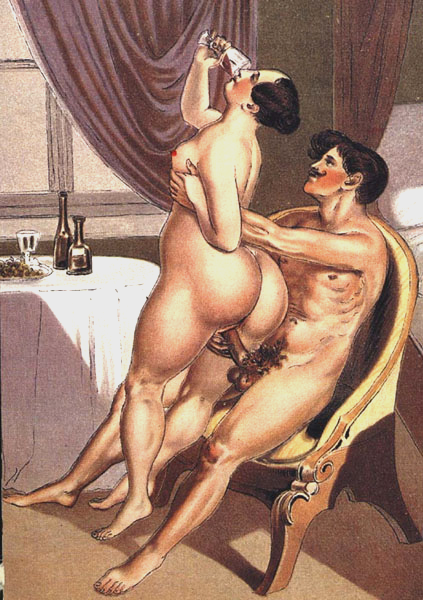
Peter Fendi, man sittandes på stol med kvinnan i ridställningen.
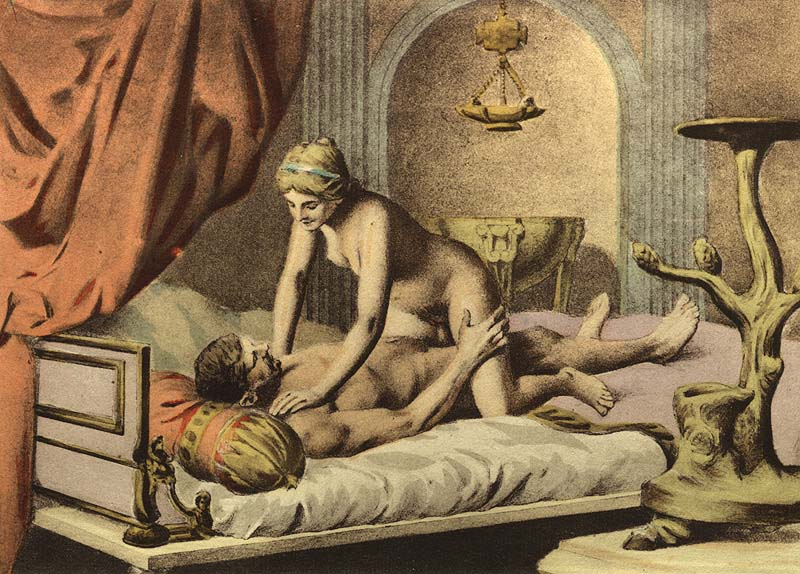
Ridställningen av Édouard-Henri Avril.
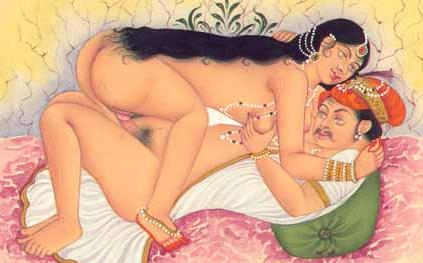
Kama Sutra verk föreställande sexakten.